# Congo (filme)
Congo (versão portuguesa e brasileira: Congo) é um filme norte-americano de 1995 dirigido por Frank Marshall, com roteiro de John Patrick Shanley, baseado no livro de Michael Crichton.

## Resumo
Um determinado grupo de pessoas entra no coração de África por vários motivos: uma mulher (Laura Linney) tenta encontrar qual a razão das mortes numa equipe de uma empresa de comunicação para a qual trabalha, também com a intenção de descobrir se o seu ex-noivo continua vivo e de saúde e tentar arranjar uma determinada matéria-prima indispensável.
Um outro jovem investigador, que através de tecnologia inovadora permite uma macaca falar, e vai nessa viagem com o objetivo de integrá-la na selva. Também nessa expedição vai um romeno que se faz de filantropo, mas na realidade quer encontrar uma cidade perdida onde se julgam estar as minas do Rei Salomão. Mas toda a expedição será ameaçada por algo desconhecido e perigoso.

## Elenco
- Dylan Walsh (Dr. Peter Elliot)
- Laura Linney (Dra. Karen Ross)
- Ernie Hudson (Monroe Kelly)
- Tim Curry (Herkermer Homolka)
- Grant Heslov (Richard)
- Joe Don Baker (R.B. Travis)
- Adewale Akinnuoye-Agbaje (Kahenga)
- Lorene Noh (Amy)
- Misty Rosas (Amy)
- Mary Ellen Trainor (Moira)
- Stuart Pankin (Boyd)
- Carolyn Seymour (Eleanor Romy)
- Delroy Lindo (Capitão Wanta)
- Joe Pantoliano (Eddie Ventro)